# Sinefungine
La Sinefungine est un nucléoside naturel, analogue de l’S-adénosylméthionine (SAM) et produit naturellement par différentes souches bactériennes de Streptomyces. Elle comprend un noyau adénine, un sucre ribose et une chaîne latérale polyamine. L 
La Sinefungine agit comme un inhibiteur compétitif des méthyltransférases, empêchant ainsi la méthylation de l’ADN, de l’ARN, des protéines et des lipides ce qui perturbe le fonctionnement de nombreux organismes, notamment les champignons, les bactéries et certains virus.
En raison de ses propriétés, elle est étudiée pour ses effets antifongiques, antiviraux, antibactériens, antiprotozoaire et pour son potentiel en épigénétique. La Sinefungine représente donc un intérêt majeur en médecine thérapeutique mais sa cytotoxicité est un frein à son utilisation et fait l’objet de recherches plus poussées. Par conséquent, cette molécule n’est pas encore commercialisée.

## Historique
La Sinfungine est un nucléoside naturel isolé en 1971 à partir de bactéries du genre Streptomyces. Sa structure chimique a été élucidée et publiée en 1973 par les chercheurs R.L. Hamill et M.M. Hoehn. Dès la fin des années 1980 et au début des années 1990, des études approfondies ont exploré son mode d’action, révélant son potentiel en tant qu’antibiotique, antifongique et antiparasitaire grâce à son inhibition des méthyltransférases, des enzymes essentielles aux modifications des protéines, de l’ADN et de l’ARN.
En 1996, une avancée majeure a été réalisée avec la synthèse totale de la Sinefungine par Arun K. Ghosh et Wenming Liu, facilitant sa production et ouvrant la voie à la création de dérivés plus sélectifs et moins toxiques. Dans les années 2000, ses dérivés ont été développés pour optimiser son efficacité et réduire ses effets secondaires. Aujourd’hui, ce sont ses dérives qui sont principalement utilisés en recherche et pour des applications thérapeutiques.

## Rôle chez les bactéries
La Sinefungine est un nucléoside naturel produit par les Streptomyces griseolus et les Streptomyces incarnatus par fermentation. Cette dernière a pour rôle l’inhibition des methyltransferases dépendantes de la S-adénosylméthionine (SAM), essentielles dans divers processus cellulaires, tels que la méthylation des acides nucléiques. Cette inhibition a des conséquences en cascade qui affectent la biosynthèse des protéines, la régulation épigénétique et potentiellement la membrane cellulaire.
La Sinefungine peut ainsi affecter la régulation génique et la stabilité des macromolécules. Elle représente un avantage compétitif pour la bactérie qui la produit. En effet, elle peut éliminer ou inhiber la croissance de microbes concurrents dans son environnement, lui permettant de mieux exploiter les ressources disponibles. C’est une molécule d’intérêt pour la recherche antimicrobienne et antiparasitaire.

## Synthèse

### Biosynthèse de la sinefungine
La biosynthèse de la sinefungine se fait à partir d’un extrait cellulaire de Streptomyces incarnatus, avec comme précurseurs essentiels la L-arginine et l’ATP. Elle nécessite des cofacteurs comme le Mg2+, le phosphate de pyridoxal et le dithiothréitol, ainsi que l’action d’enzymes spécifiques catalysant sa formation lors d’une incubation optimale de 80 minutes. L’utilisation d’un extrait enzymatique permet une production contrôlée sans nécessiter de cellules vivantes.
Voie hypothétique de biosynthèse de la sinefungine à partir de la L-arginine et de l’adénosine monophosphate (AMP), sous l’action d’enzymes dépendantes du phosphate de pyridoxal.
Après plusieurs transformations enzymatiques et l’élimination d’une molécules d’urée, la Sinefungine est formée avec une structure proche de la S-adénosylméthionine (SAM).
En effet la sinefungine et la SAM sont des molécules similaires, mais la SAM possède un groupement méthyle lié à un atome de soufre tandis que la Sinefungine a un groupement amine lié à un atome de carbone à sa place. Cette différence empêche la sinefungine d’agir comme un donneur de méthyle et en fait un inhibiteur des méthyltransférases.

### Dérivés de la sinefungine
La Sinefungine a conduit à la synthèse de plusieurs dérivés qui sont actuellement étudiés pour leur meilleure efficacité que celle-ci. Cependant ces dérivés ne sont pas encore disponibles à l’application thérapeutique.
Dérivés N-alkylés de la Sinefungine : l'ajout de chaînes alkyles de différentes longueurs sur le groupe amine de la Sinefungine a été exploré pour moduler l'affinité et la spécificité envers diverses méthyltransférases.
- - N-propyl SinefunginN-propyl sinefungin (Pr-SNF) : ce composé interagit préférentiellement avec la méthyltransférase SETD2, une enzyme impliquée dans la triméthylation de l'histone H3 sur la lysine 36 (H3K36). Pr-SNF présente une inhibition significative de SETD2, avec une valeur de K_d de 0,36 ± 0,02 μM.N-benzyl SinefungineN-benzyl sinefungin : Ce dérivé montre également une inhibition spécifique de SETD2, avec une IC_{50} de 0,48 ± 0,06 μM, suggérant son potentiel en tant qu'outil pour étudier les fonctions de cette enzyme.

N-méthyl sinefungin et N-éthyl sinefungin ont été synthétisés, mais leur efficacité inhibitrice varie selon l'enzyme.
Analogues modifiés sur le cycle adénine : Des modifications chimiques sur le cycle adénine de la Sinefungine ont été étudiées pour évaluer leur impact sur l'interaction avec les méthyltransférases. Ces altérations peuvent influencer la reconnaissance moléculaire et l'efficacité de l'inhibition enzymatique.
Sinefungin VA :  Ce dérivé est composé d'une adénosine liée à une chaîne peptidique ornithylvalylalanine. Il a démontré une activité antitrypanosomale notable, suggérant son potentiel dans le traitement des infections parasitaires.
Dehydrosinefungin V :  Ce composé associe une 4',5'-déshydroadénosine à une chaîne ornithylvaline. Comme la Sinefungine VA, il présente des propriétés antitrypanosomales, indiquant son utilité potentielle contre certaines maladies parasitaires.

## Propriétés chimiques

### Charge et pKa
Données sur les pKa (basées sur son analogue, SAM) :
- Les groupements amines ont un pKa d’environ 7,5 à 8,
- Les groupements imidazole de l’adénine ont un pKa d’environ 1,5 à 2,5.

À pH physiologique (~7) :
- Sinefungine : +2 à +3 (due aux amines protonées NH₃⁺ et à l'absence de soufre sulfonium).
- SAM : +1 (due au soufre sulfonium chargé positivement (S⁺) et à la neutralisation partielle des autres groupes).

La différence de charge entre la Sinefungine et la SAM influence directement leur interaction avec la poche enzymatique des méthyltransférases. Elle modifie les interactions électrostatiques avec les résidus de la poche enzymatique, généralement riches en acides aminés négativement chargés (Asp, Glu). La SAM, établit des liaisons transitoires qui permettent le transfert de son groupement méthyle, tandis que la Sinefungine occupe le site actif de l’enzyme de manière plus stable. Grâce à ses groupes aminés supplémentaires, elle forme davantage d’interactions électrostatiques, renforçant ainsi son affinité pour certaines méthyltransférases et agissant comme un inhibiteur compétitif efficace, bloquant ainsi l’accès de la SAM et perturbant le processus de méthylation.

### Solubilité et stabilité
La solubilité de la Sinefungine varie en fonction du pH. Elle présente une meilleure stabilité dans des solutions dont le pH est compris entre 5 et 7, correspondant à un milieu neutre à légèrement acide.
En revanche, en milieu fortement acide (pH < 4) ou basique (pH > 8), elle se dégrade plus rapidement. Ces conditions extrêmes peuvent entraîner l’hydrolyse des liaisons glycosidiques ainsi que la dégradation du ribose, compromettant ainsi son intégrité moléculaire.
Dans un milieu basique, les groupements amines de la Sinefungine peuvent être déprotonés, passant de NH₃⁺ à NH₂ (forme neutre). Cette modification peut altérer la charge globale de la molécule, influençant ainsi sa solubilité et son interaction avec d’autres biomolécules.
Par ailleurs, la Sinefungine est sensible aux températures élevées, qui peuvent altérer sa structure moléculaire, réduisant ou annulant son activité inhibitrice des méthyltransférases.

### Dégradation enzymatique
La dégradation enzymatique de la sinefungine implique diverses enzymes capables de modifier ou d’hydrolyser sa structure. En tant qu’analogue de la S-adénosylméthionine (SAM), elle peut-être ciblée par des nucléotidases, phosphodiestérases, désaminases et oxydases, qui vont altérer ses liaisons phospho anhydres ou son groupement amine .
D’autres enzymes, comme les purines, nucléotidases et hydrolases de l'adénosine, peuvent dégrader sa partie adénine, la rendant inactive. Certaines méthyltransférases et hydrolases spécifiques peuvent modifier sa structure et neutraliser son effet inhibiteur.
Elle reste néanmoins moins sensible à la dégradation enzymatique comparé à son analogue du fait de sa structure.

## Propriétés pharmaceutiques

### Mécanisme d’action
La méthylation des protéines histones dans l’ADN régule divers voies génétiques telles que la transcription et la transduction. L’enzyme responsable de cette méthylation est la méthyltransferase. La sinefugine détient une structure similaire au co-facteur S-adenosyl methionine (SAM) de cette enzyme. Elle entre donc en compétition avec ce co-facteur et inhibe l’enzyme en se liant au site de fixation du facteur SAM. Empêchant alors la méthylation de l’ADN et de l’ARN ce qui entraîne une perturbation de la régulation génétique.

### Perspectives thérapeutiques
La sinefungine peut être utilisée à des fins thérapeutiques. En effet, la méthylation de l’ADN joue un rôle crucial dans la régulation épigénétique des cellules eucaryotes et notamment des cellules cancéreuses. Dans le cancer de la prostate, on peut observer une tri méthylation de la lysine 27 de l’histone 3 (H3K27me3). Cette méthylation est régulée par 3 acteurs dont la méthyltransférase EZH2. La sinefungine, peut inhiber l’activité de EZH2 inhibant ainsi la tri méthylation et le développement des cellules cancéreuses.
La sinefungine pourrait être utilisée dans le traitement de la candidose, infection fongique causée par les candida albicans. Ces dernières peuvent provoquer des infections touchant la peau et les muqueuses ainsi que des infections viscérales et systémiques, potentiellement mortelles chez les patients immunodéprimés. Une expérience réalisée in vivo sur des Galleria mellonella a démontré que la sinéfungine altère les traits pathogènes de C. albicans, y compris l'allongement des hyphes, la formation de biofilm à long terme et l'adhésion aux lignées cellulaires épithéliales humaines, sans affecter négativement les cellules épithéliales humaines. Les candida albicans résistent aux antifongiques classiques. La sinefungine pourrait donc être une voie potentielle pour l'intervention thérapeutique dans la candidose.
La sinefungine est également un bon candidat pour le traitement des pathologies liées au syndrome des télomères courts (STC). Le maintien d’une longueur appropriée est essentielle pour assurer le renouvellement tissulaire et l’homéostasie. On observe cependant chez certains patients la présence de télomères plus courts que la normale : il s’agit du syndrome des télomères courts. Le traitement par la sinefungin analogue de la S-adénosylméthionine inhibe l'activité de la triméthylguanosine (TGS1), augmente les niveaux de l’ARN de la télomérase humaine (hTR) et favorise l'allongement des télomères dans différents types de cellules.
Dans le cas de la leishmaniose, la Sinefungine pourrait être un potentiel antibiotique nucléosidique anti-leishmanial. Elle bloque la croissance et la prolifération du parasite en perturbant les réactions de méthylation nécessaires à sa survie.

### Toxicité
Bien que l’efficacité de la Sinefungine en tant qu’agent antiparasitaire ait été prouvée, on observe des effets secondaires toxiques non négligeables lors d’essais chez des chiens et des chèvres. L’usage de la Sinefungine présente un problème de sélectivité l'empêchant d'être un candidat médicament. Elle affecte l’activité des méthyltransférases humaines dont la N7-MTase humaine (hRNMT).
Les propriétés toxiques de la sinefungine n’ont pas été entièrement étudiées. Il faut cependant éviter de l’inhaler, de la manipuler ou d’y être exposé de manière répétée sans équipement de protection individuelle (EPI).
Dans le cas d’un contact avec cette dernière lors d'expériences en laboratoire celle ci peut causer des effets secondaires :
- Contact avec la peau : cela peut entraîner des irritations cutanées, des rougeurs ou des démangeaisons. Dans certains cas, si la concentration est élevée, cela peut provoquer des brûlures chimiques ou des réactions allergiques.

- Contact avec les yeux : ce contact avec les yeux peut provoquer une irritation ou des brûlures oculaires entraînant des douleurs, des rougeurs et une vision floue.

- Inhalation : si la sinefungine est inhalée (par exemple sous forme de poussières ou de vapeurs), cela peut causer des irritations respiratoires, des toux, des difficultés à respirer ou des maux de gorge.

- Effets sur les fonctions rénales : un risque de lésions rénales existe, en particulier à doses élevées ou sur une longue période.

- Effets sur le système nerveux : maux de tête, vertiges ou confusions peuvent se manifester, surtout à doses élevées.

| Toxicité           | Catégorie                                  |
| ------------------ | ------------------------------------------ |
| Toxicité orale     | Sévère (catégorie 4)                       |
| Toxicité aquatique | Sévère catégorie 1 Chronique (catégorie 1) |

## Commercialisation
Malgré ses propriétés prometteuses, la sinefungine n'a pas été approuvée pour un usage clinique en tant que médicament antifongique ou antiviral. Son utilisation est actuellement limitée à la recherche en laboratoire. Des produits contenant de la Sinefungine sont disponibles auprès de fournisseurs spécialisés pour des études scientifiques, mais ne sont pas destinés à un usage thérapeutique chez l'homme.
On retrouve la substance commercialisée pour les laboratoires par Calbiochem du groupe Merck au prix de 867 euros/10 mg.